# Jacques Berlioz
Jacques Berlioz (Parijs in Frankrijk, 9 december 1891 – Parijs, 21 december 1975) was een Franse dierkundige en conservator aan het nationale museum van natuurlijke historie. Hij was een achterneef van de componist Hector Berlioz (1803–1869).

## Biografie
Berlioz werd in Parijs geboren en had van jongs af aan belangstelling voor de natuur. Hij kwam uit een familie van kunstenaars en wetenschappers, zijn oudoom was de bekende componist Hector Berlioz. Jacques studeerde geneeskunde en farmacie en haalde in 1917 de graad van doctor. Toen werkte hij al als assistent conservator bij de afdeling entomologie van het Franse Muséum national d'Histoire naturelle. In 1920 ging hij als assistent conservator over naar de afdeling zoogdieren en vogels. In 1949 werd hij daar hoofd van de afdeling en kreeg de titel van hoogleraar. Hij werkte daar tot zijn pensioen in 1962.
Berlioz ondernam tussen 1925 en 1932 wetenschappelijke verzamelreizen naar Madagaskar en Vietnam samen met de vogelkundige Jean Théodore Delacour. Hij beschreef  7 nieuwe vogelsoorten waaronder de witkeelpiewie (Contopus albogularis) en 9 ondersoorten (vooral kolibries, zijn specialiteit). De socotragierzwaluw (Apus berliozi) is als eerbetoon naar hem vernoemd. Naast het beschrijven van soorten publiceerde hij over taxonomie, verspreiding en migratie van dieren. Verder was hij redacteur van L'Oiseau et la Revue Française d'Ornithologie en erelid van diverse buitenlandse ornithologische verenigingen. Daarnaast was hij een verdienstelijk fotograaf en musicus.
- Bibsys: 1049380
- Bibliothèque nationale de France: cb12041055s (data)
- Gemeinsame Normdatei: 143840908
- International Standard Name Identifier: 0000 0001 1751 150X
- Library of Congress Control Number: no2011034706
- Base Léonore: 19800035/1312/51821
- Nederlandse Thesaurus van Auteursnamen: 132974991
- Réseau des bibliothèques de Suisse occidentale: 02-A013632461
- Istituto Centrale per il Catalogo Unico: SBLV010176
- Système universitaire de documentation: 028609700
- Virtual International Authority File: 24619274
- WorldCat: E39PBJdGMfDb4tmQH8cdmVF7pP